# Universitat Mandume Ya Ndemufayo
La Universitat Mandume ya Ndemufayo (UMN) és una universitat pública d'Angola, multicampi, amb seu a la ciutat de Lubango.
La universitat va sorgir del desmembrament del campus Lubango de la Universitat Agostinho Neto enmig de les reformes de l'ensenyament superior angolès que es van produir els anys 2008 i 2009. Té la seva àrea d'actuació restringida a les províncies de Huíla i Namibe. La universitat homenatge Mandume Ya Ndemufayo (1894-1917), l'últim rei dels kwanyama, un poble pertanyent al grup etnolingüístic dels ovambo del sud d'Angola i nord de Namíbia.

## Història
La tradició històrica de la UMN està lligada a la creació dels Estudos Gerais Universitários de Angola (iniciats a Luanda en 1962). Com a intent d'expandir el seu abast es promulga, el 5 d'agost de 1963, la creació d'un campus a Lubango (llavors Sá da Bandeira). No obstant això, les classes del campus només començarien el 4 de novembre d'aquest any, amb l'inici de les classes del curs de Ciències Pedagògiques.
En 1966 el campus de Lubango passa a ser Delegação dos Estudos Gerais de Angola em Sá da Bandeira, oferint cursos universitaris de preparació de professorat de 8º i 11º grups d'Ensenyament Superior. Posteriorment els cursos de preparació foren extingit per donar lloc a facultats lliures. Em 1968 la Delegació de Sá da Bandeira passa a ser vinculada a la "Universitat de Luanda".
En junho de 1974 l'Alt Comissari Silva Cardoso i l'aleshores Ministre d'Educació del Govern de Transició va desplegar la Universitat de Luanda en tres universitats, amb la delegació local transformant-se a la Universitat de Sa da Bandeira. Va ser nomenat rector de la Universitat de Lubango José Guilherme Fernandes i vicerector Abílio Fernandes, però aquesta configuració va durar poc temps.
A partir de 1976 la "Delegació Lubango" està vinculada a la nova Universitat d'Angola (actualment Universitat Agostinho Neto), després de la independència del país. En aquest mateix any perd el seu professorat de Matemàtiques i el campus de Lubango només té la Facultat de Literatura.
La Facultat de Lletres va ser abolida el 1980 per donar lloc a l'Institut Superior de Ciències de l'Educació (ISCED) a Lubango, per decret núm. 95 del 30 d'agost del Consell de Ministres.
Em 2008/2009 segons el programa del Govern d'Angola per a l'ensenyament superior, d'acord amb l'article 16 del Decret N. 7/09 del 12 de maig, es crea la "Universitat Mandume iya Ndemufayo" (UMN), com a Institució pública d'ensenyament superior, des de l'elevació de l'ISCED de Lubango.
La pròpia UMN va poder sotmetre's a un procés d'establiment d'una nova institució d'ensenyament superior quan, mitjançant el Decret Llei N °. 188/14 del 4 d'agost de 2014, aprovat pel Consell de Ministres, fou creada la Universitat Cuito Cuanavale, a partir de l'elevació de l'antic campus (i facultat) d'aquest en la localitat de Cuito Cuanavale.

## Estructura
La UMN està estructurada en unitats orgàniques (Facultats, Instituts i Escoles), que al seu torn s'organitzen en departaments d'educació i recerca on es donen diversos cursos i especialitats en diverses àrees del coneixement científic, a nivell de grau.

### Campus de Lubango
- Facultat de Dret
- Facultat de Ciències Econòmiques
- Facultat de Medicina
- Institut Politècnic Superior de Huíla

### Campus de Namibe
- Escola Politècnica de Namibe (ESPtN)
- Escola d'Educació Superior de Namibe (ESPdN)